# Пшенгер
Пшенгер — село в Арском районе Татарстана. Входит в состав Апазовского сельского поселения.

## География
Находится в северо-западной части Татарстана на расстоянии приблизительно 35 км по прямой на север-северо-восток от районного центра города Арск у речки Сарда.

## История
Известно с 1664 года как Пустошь Сосмак Бигиня. Упоминалось также как Салман, Сосмак, Сосмак-Пшенгер. 
В «Списке населенных мест по сведениям 1859 года», изданном в 1866 году, населённый пункт упомянут как казённая деревня Сосмак-Пшенгер 2-го стана Казанского уезда Казанской губернии. Располагалась при речке Серде, по левую сторону Сибирского почтового тракта, в 99 верстах от губернского города Казани и в 46 верстах от становой квартиры в заштатном городе Арске. В деревне в 51 дворе жили 529 человек (273 мужчины и 256 женщин). Была мечеть.
По сведениям переписи 1897 года, в деревне Сосмак-Пшенгер Казанского уезда Казанской губернии проживали 824 человека (406 мужчин, 418 женщин), все мусульмане.
В начале XX века здесь уже действовала мечеть.

## Население
Постоянных жителей было: в 1782 — 91 душа мужcкого пола, в 1859—529, в 1897—814, в 1908—1003, в 1920—807, в 1926—710, в 1938—773, в 1949—520, в 1958—420, в 1970—593, в 1979—463, в 1989—480, 394 в 2002 году (татары 100 %), 399 в 2010.